# 미스 이치 아더
MISS EACH OTHER(일본어: ミスイーチアザー, 한국어: 미스 이치 아더)는 오버플로우에서 2004년 4월 30일에 발매한 성인용 어드벤처 게임으로서 오버플로우에서 내놓은 최초의 애니메이션 형식 게임이다.

## 개요
저녁노을이 가까워지는 방과후를 배경으로, 소꿉친구 사이인 요우지와 미사오가 서로의 추억을 마주보며 펼쳐지는 둘 사이의 러브 스토리를 그린 본 게임은 게임 상 시간 흐름이 몇 시간이 채 되지 않는 까닭에 용량에 비해 지나치게 적은 게임 진행 시간으로 인해 큰 반응은 얻지 못하였다. 하지만 본 게임은 게임 자체의 성공보다는 본 작품의 1년 뒤에 발매된 스쿨데이즈의 제작에 대비한 제작 경험습득 및 피드백, 게임을 플레이한 유저의 반응 체크 등의 성격이 강한 작품이었다. 게임 진행 방식은 애니메이션을 감상하다가 1~2개의 선택지가 뜨면 일정 시간내에 그 중 하나를 선택(일정 시간내에 아무것도 선택하지 않는 것도 하나의 선택지로 취급)하면 미사오의 호감도가 증감하면서 그에 따른 분기된 애니메이션이 진행되는 방식으로 이 시스템은 후일 발매된 스쿨데이즈나 섬머데이즈 등에서도 기본적으로 그대로 적용되면서 뒤에 발매된 오버플로우제작 애니메이션 형식 게임의 시스템 기틀을 마련하기도 하였다. 비록 이 작품이 비록 작품 자체의 길이는 짧고 몇몇 시스템적인 아쉬움도 있었으나 앞으로의 가능성을 보여 주기에는 충분하였다.

## 스토리
소꿉친구 사이이던 둘은 어릴적 어떤 사건을 계기로 언제부터인가 관계가 소원해지고 이윽고 만나면 다투기만 하는 사이가 되어 있었다. 하지만 주인공 요우지는 소꿉친구인 소녀 미사오를 쭉 생각해오고 있었다. 요우지는 졸업후에는 진로 때문에 자신과 미사오가 서로 떨어져 지내야만 한다는 사실을 알고 졸업이 가까워지면서 하다못해 추억의 사진을 찍어서 조금이라도 그녀와의 추억을 남기려 한다. 그렇게 교실로 향하던 요우지는 그만 그녀의 비밀을 알아버리게 되고...

## 등장인물
시바 요우지(柴　瑤二) 성우：NARU
이 게임의 주인공으로 미사오와는 소꿉친구 사이이다. 항상 일을 적당히 넘겨버리는 성격때문에 미사오와는 항상 티격태격하고 있다. 과거 어떤일을 계기로 미사오와의 관계가 소원해진 상태지만 항상 미사오를 생각해오고 있다.
모리 미사오(森　みさお) 성우：우에노 미츠키
요우지와는 소꿉친구 사이. 과거 어떤일을 계기로 요우지와의 관계가 소원해진 상태. 책임감있는 성격 탓에 현재 반에서 위원장을 맡고 있으며 요우지와는 항상 티격태격하는 사이이다. 하지만, 사실은 남몰래 비밀을 간직하고 있다.
선생님(先生) 성우：미사
요우지와 미사오의 담임 선생님. 요우지의 카메라를 압수했었지만 요우지의 카메라에 담긴 사진을 보고 그의 마음을 이해하며 카메라를 돌려준다.
클래스메이트A 성우：사쿠라다 에리
미사오의 반친구1.
클래스메이트B 성우：카와카미 쿄우코
미사오의 반친구2.

## 엔딩
고독한 졸업(孤独な卒業)
방과후 요우지가 자신의 마음을 밝히길 망설이는 동안, 미사오는 그동안 쭉 요우지를 좋아했노라고 밝히며 안녕이라 말하고 교실을 뒤로한다. 이후 둘은 이전과 변함없이 행동하게 되고 1개월 후 졸업식날, 방과후의 일을 아무한테도 말하지 않은 채 소중한 추억으로 간직하던 요우지는 소중한 추억을 가슴에 품은 채 새출발의 길을 향해 나가며 마음속으로 미사오에게 작별을 고하고 졸업을 마치게 된다.
머무른 마음(宿った想い)
방과후의 일이 있은 후 눈이 오기 시작하는 저녁 요우지와 미사오는 어릴적처럼 손을 잡으며 내일부터 펼쳐질 둘만의 학급앨범 편집을 기대한다. 그리고 7개월 후 요우지의 집. 미사오는 요우지를 깨운다. 약간 피곤해 하는 요우지에게 1학기를 마치고 병을 이유로 쉬기로 하지만 사실은 임신 사실을 더 이상 숨길 수 없어 학교를 쉬는 미사오는 학교를 갈 수 있는 사실은 좋은 거라며 요우지에게 준비를 재촉한다. 임신 사실을 들었을 때는 놀랐지만 아버지가 되는 것이 기쁘다는 요우지에게 앞으로도 아이를 많이 만들자며 미사오는 기뻐하면서 학교에 가려 인사를 하는 요우지에게 키스를 한다.
졸업사진(卒業写真)
방과후의 일이 있은 후 눈이 오기 시작하는 저녁 요우지와 미사오는 어릴적처럼 손을 잡으며 내일부터 펼쳐질 둘만의 학급앨범 편집을 기대한다. 그리고 1개월 후 졸업식날 미사오는 요우지와 함께 사진을 찍는다. 남들 앞에서도 애정을 과시하려는 미사오와 약간 당황하면서도 넘어가버리는 요우지. 그 둘을 보며 미사오의 친구 중 한명이 이전까지 사이가 안좋않는데 갑자기 친밀해진 이유를 묻자 다른 친구는 드디어 어릴적부터 생각하던 둘 사이의 마음이 통했다며 약간 감동섞인 목소리로 말한다. 두 사람의 사진을 찍으려는 순간 이야기는 막을 내리지만 앞으로도 둘 사이는 행복할 것이다.
거짓된 졸업사진(いつわりの卒業写真)
방과후의 일이 있은 후 요우지와 미사오는 졸업때까지만 사귀기로 하고 그 사이에 많은 추억을 만든다. 그리고 1개월 후 졸업식날 미사오는 요우지와 함께 마지막 사진을 남긴다. 그 뒤 미사오는 대학에 진학하고 미사오와 요우지가 만나는 일을 그 후에 두번 다시 없었다. 그러던 어느날 방안에서 요우지는 졸업식날 찍은 사진을 보며 자신이 미사오를 매우 좋아했다는 사실을 다시 한번 인식하게 된다.
떨어진 생명과 돌아오지 않는 마음(堕ちた命と戻らない心)
무리하게 욕망에 이끌려 거부했던 미사오와 일을 치른 요우지. 미사오는 이런 사람인줄 알았으면 요우지를 좋아하지 않았을 거라며 절망하고 그말을 들은 요우지는 뒤늦게 후회하지만 이미 둘은 되돌릴 수 없었다. 1개월 후 둘은 그 후 아무말도 하지 않는 사이가 되게 되고 졸업때까지 여학생들의 따가운 시선을 받으며 졸업식을 맞이한 요우지는 그 때의 그 일은 그나마 소중한 추억이었구나 하고 생각하며 졸업을 마치게 된다.

## 게임 정보

### 스탭
- 기획·각본·감독·프로듀스 : 메이저즈 누마키치
- 캐릭터디자인·원화 : 니시다(西E田)
- 음악 : KIRIKO/HIKO sound
- 프로그램 : GON
- OP무비  : Rainbow Motion-Graphics

### 주제가
- 오프닝곡：
「Miss Twilight」
작사·노래:KIRIKO 작곡·편곡:HIKO
- 엔딩곡：
「사랑의VENUS·사랑의WINNER(愛のVENUS・恋のWINNER)」
노래:unity 작사·작곡:KIRIKO 편곡:HIKO

## 관련 상품

### 서적
- MISS EACH OTHER 비주얼 메모리즈 (데지크로니클/미디악스 · ISBN 4896135806)
비주얼, 캐릭터 소개, 원화집, 캐릭터 설정과정, 공략 등을 수록.

### CD
- MISS EACH OTHER 오리지널 사운드 트랙 (오버플로우/HOBiRECORDS · HBMS-010)
이벤트 한정 및 메이커 통판, 애니메이션 전문숍에서만 판매된 상품. 게임상에 사용되었던 BGM 및 오프닝곡·엔딩곡의 풀버전과 Instrumental버전이 수록되어 있다.

## 같이 보기
- 오버플로우 (브랜드)
- 스쿨데이즈
- 섬머데이즈
- 크로스데이즈